# Vlk novofoundlandský
Vlk novofoundlandský (Canis lupus beothucus) byl možným poddruhem vlka obecného (Canis lupus), který žil na kanadském ostrově Newfoundland. Byl popsán jako středně veliký vlk se světlou srstí (vyskytovaly se však i prvky melaninu). Poslední vlk tohoto druhu byl údajně zabit kolem roku 1911. Počínaje rokem 2005 je dle třetí edice knihy Mammal Species of the World označován za samostatný poddruh, naopak United States Fish and Wildlife Service jej označuje za synonymum vlka prériového (Canis lupus nubilus).